# 부시리스 백반
부시리스 백반(Busiris Facula)은 목성의 위성인 가니메데에 존재하는 흰 반점 모양의 지형이다. 길이는 369km이다.